# 堺市警察
堺市警察（さかいしけいさつ）は、かつて存在した大阪府堺市の自治体警察。

## 概要
大阪府では全国に先駆けて、1947年（昭和22年）12月より試験的に自治体警察制度が導入された。堺市でも堺市警察署が設置された。1948年（昭和23年）3月7日の旧警察法の施行により、正式に発足した。
1948年（昭和23年）に南警察署を新設し、警察本部として堺市警察本部を設置した。
その2年後の1950年（昭和25年）9月に、堺市はジェーン台風の被害にあい、被災地の警備にあたっている。
1954年（昭和29年）に新警察法が公布された。これにより国家地方警察と自治体警察が廃止され、新たに都道府県警察として大阪府警察本部が発足。堺市警察も大阪府警察に統合され、姿を消した。

## 警察署
1950年（昭和25年）時点
- 南警察署
- 北警察署